# Rebelión de las hermanas Trưng
La rebelión de las hermanas Trưng fue un levantamiento civil armado en el sur de la China Han entre el 40 y el 43 d. C. En el 40 d. C., la líder vietnamita Trưng Trắc y su hermana Trưng Nhị se rebelaron contra las autoridades chinas en Jiaozhi (en lo que hoy es el norte de Vietnam). En el 42 d. C., los Han enviaron al general Ma Yuan para liderar un ejército para acabar con la rebelión yue de las hermanas Trưng. En el 43 d. C., el ejército Han reprimió por completo el levantamiento y recuperó el control total. Las hermanas Trưng fueron capturadas y decapitadas por las fuerzas han, aunque la historiografía vietnamita asegura que las dos hermanas, habiendo perdido ante las fuerzas han, decidieron suicidarse saltando por el río Hát Giang, para no rendirse ante los Han.

## Antecedentes

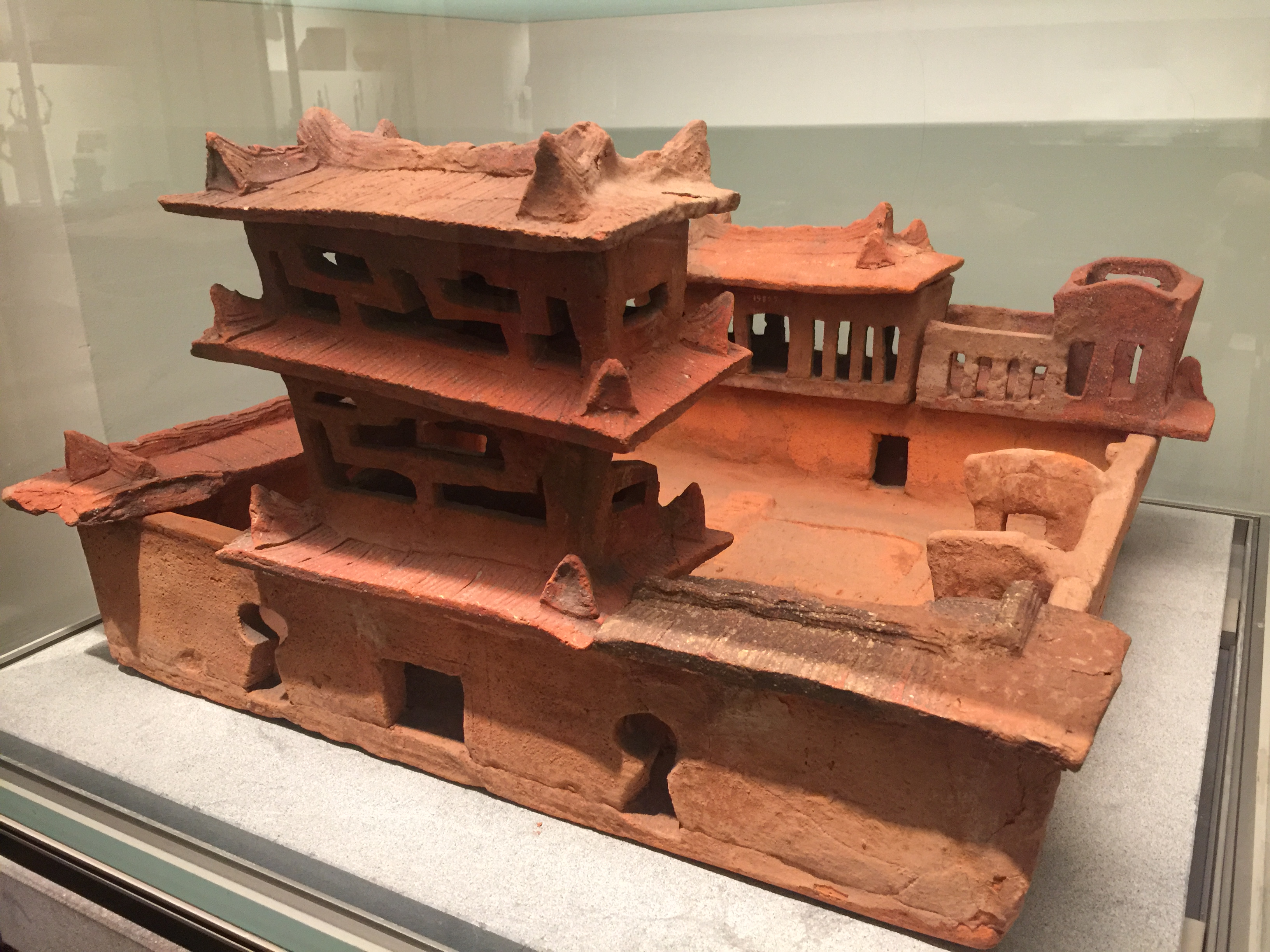
Una figura de una casa Han amurallada que data del al, de Thanh Hoa.

Un prominente grupo de pueblos antiguos ubicados en el norte de Vietnam (Jiaozhi, Tonkín, región del Delta del Río Rojo) fueron llamados como Lạc Việt o Luòyuè en los anales chinos durante la primera dominación china de Vietnam. Los luoyue eran considerados un grupo relacionado con los baiyue en la región, y es difícil decir si los luoyue eran una confederación tribal o una designación colectiva para varias tribus yue no afiliadas que habitaban en Vietnam del Norte. Practicaban costumbres tribales no chinas y la agricultura de tala y quema. Según el sinólogo francés Georges Maspero, algunos inmigrantes chinos llegaron y se establecieron a lo largo del río Rojo durante la usurpación de Wang Mang (9-25) y los primeros tiempos de la dinastía Han Oriental, mientras que dos gobernadores han de Jiaozhi Xi Guang (?-30 d. C.) y Ren Yan, con el apoyo de inmigrantes eruditos chinos, llevó a cabo la primera sinización de las tribus locales al introducir el matrimonio al estilo chino, abrir las primeras escuelas chinas e introducir filosofías chinas, provocando así un conflicto cultural. El filólogo estadounidense Stephen O'Harrow indica que la introducción de costumbres matrimoniales al estilo chino podría haber tenido como objetivo transferir derechos sobre la tierra a los inmigrantes chinos en la zona, reemplazando la tradición matrilineal de la zona.
Las hermanas Trưng eran hijas de una rica familia aristocrática de etnia lac. Su padre había sido un señor lac en el distrito de Mê Linh (actual distrito de Mê Linh, Hanói). El marido de Trưng Trắc (Zheng Ce) era Thi Sách (Shi Suo), quien también era el señor lac de Chu Diên (actual distrito de Khoái Châu, provincia de Hưng Yên). Su Ding, gobernador chino de la provincia de Jiaozhi en ese momento, es recordado por su crueldad y tiranía. Según el Libro de Han Posterior, Thi Sách tenía «un temperamento feroz». Trưng Trắc, a quien también se describió como «poseyente de temple y coraje», impulsó sin miedo a su marido a actuar. Como resultado, Su Ding intentó restringir a Thi Sách con leyes, literalmente decapitándolo sin juicio. Trưng Trắc se convirtió en la figura central en la movilización de los señores lac contra los chinos.

## Revuelta
En marzo del 40 d. C., Trưng Trắc y su hermana menor Trưng Nhị (Zheng Er), llevaron al pueblo de Lac Viet a rebelarse contra los Han. El Libro de Han Posterior registró que Trưng Trắc lanzó la rebelión en venganza por el asesinato de su marido disidente. Otras fuentes indican que el movimiento de Trưng Trắc hacia la rebelión estuvo influenciado por la pérdida de tierras destinadas a su herencia debido a la sustitución de las costumbres matrilineales tradicionales. Comenzó en el delta del río Rojo, pero pronto se extendió a otras tribus lac y otras etnias no han de un área que se extiende desde Hepu hasta Rinan. Los asentamientos chinos fueron invadidos y Su Ting huyó. El levantamiento obtuvo el apoyo de unas sesenta y cinco ciudades y asentamientos. Trưng Trắc fue proclamada reina. Aunque obtuvo el control del campo, no pudo capturar las ciudades fortificadas.

## Contrataque Han

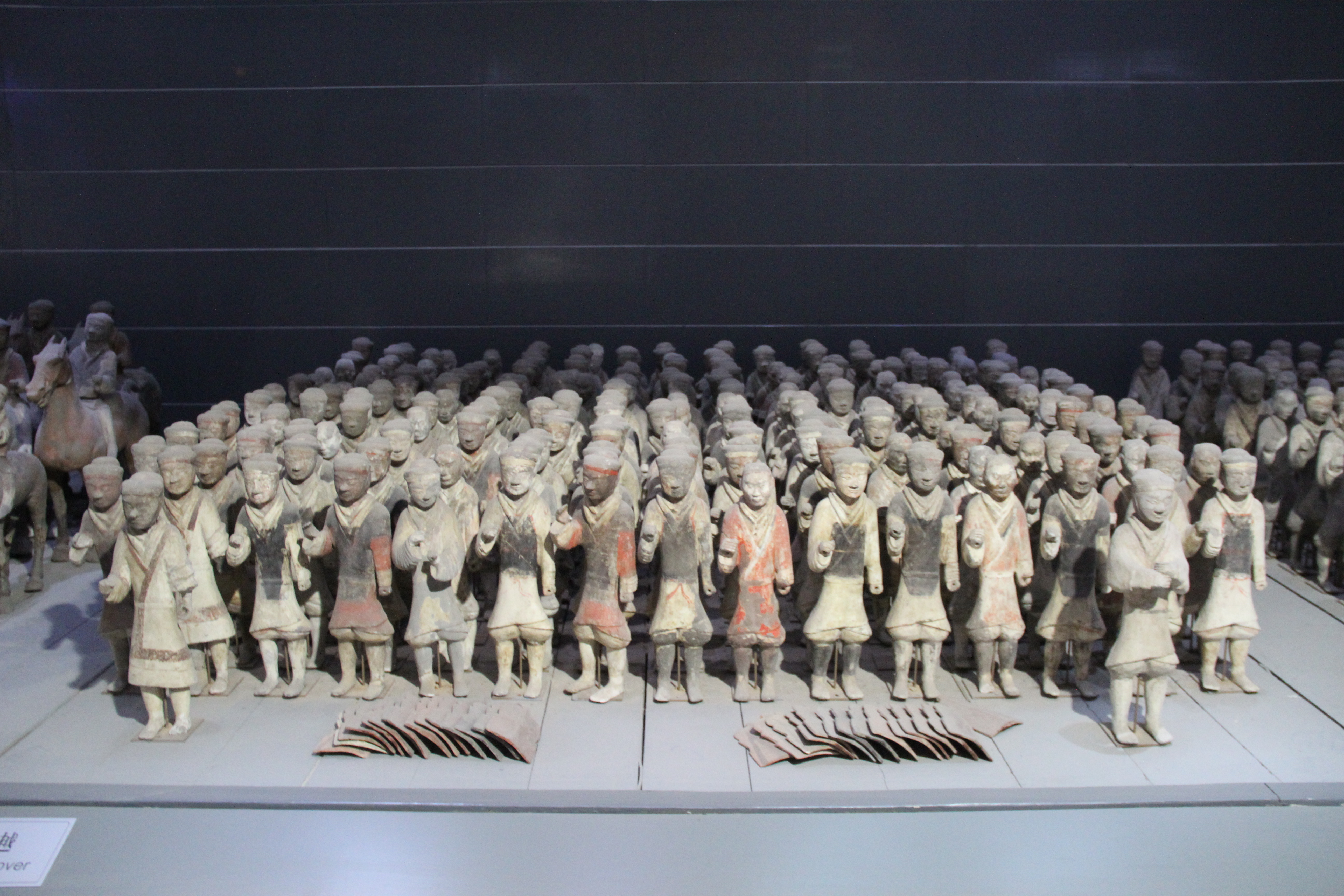
El ejército de la dinastía Han representado en miniaturas de terracota.

El gobierno Han (situado en Luoyang) respondió con bastante lentitud a la situación emergente. En mayo o junio del 42 d. C., el emperador Liu Xiu dio la orden de iniciar una campaña militar. El general Ma Yuan fue puesto al mando de la campaña para reprimir la rebelión. Se le dio el título de Fubo Jiangjun (伏波 將軍; General que calma las olas).
Ma Yuan y su personal comenzaron a movilizar un ejército han en el sur de China. Consistió en 20 000 regulares y 12 000 auxiliares regionales. Desde Guangdong, Ma Yuan envió una flota de barcos de suministro a lo largo de la costa.
En la primavera del 42, el ejército imperial alcanzó un terreno elevado en Lãng Bạc, en las montañas Tiên Du de lo que ahora es Bắc Ninh. Las fuerzas de Yuan lucharon contra las hermanas Trưng, decapitaron a varios miles de partidarios de Trưng Trắc, mientras que más de diez mil hombres se rindieron a él, mientras seguía avanzando. Durante la campaña, explicó en una carta a sus sobrinos que detestaba "en gran medida" las críticas infundadas a la autoridad adecuada. Yuan persiguió a Trưng Trắc y sus criados hasta Jinxi Tản Viên y los derrotó varias veces. Los chinos capturaron a ambas hermanas a principios del 43. El esposo de Trắc, Thi Sách, escapó a Mê Linh, corrió a un lugar llamado Jinxijiu y no fue capturado hasta tres años después. La rebelión se controló en abril o mayo. Ma Yuan decapitó a Trưng Trắc y Trưng Nhị, y envió sus cabezas a la corte Han en Luoyang. A fines del 43 d. C., el ejército han había tomado el control total de la región al derrotar a los últimos focos de resistencia. Yuan informó de sus victorias y agregó: «Desde que llegué a Jiaozhi, la tropa actual ha sido la más magnífica».

## Consecuencias
En su reconquista de Jiaozhi y Jiuzhen, las fuerzas han también parecen haber masacrado a la mayor parte de la aristocracia de Lạc Việt, decapitando de cinco a diez mil personas y deportando a varios cientos de familias a China. El general Ma Yuan sinizó agresivamente la cultura y las costumbres de la población local, eliminando sus costumbres tribales, para que pudieran ser gobernados más fácilmente por la China Han. Fundió los tambores de bronce de Yue, el símbolo de autoridad de sus jefes, para moldear una estatua de un caballo, que presentó al emperador Liu Xiu cuando regresó a Luoyang en el otoño del 44 d. C. En la carta de Ma Yuan a sus sobrinos mientras hacía campaña en Jiaozhi, citó un dicho chino: «Si no logras esculpir un cisne, el resultado seguirá pareciendo un pato». Ma Yuan luego dividió el condado de Tây Vu (Xiyu, la actual provincia de Phú Thọ) en el condado de Fengxi y el condado de Wanghai, y se apoderó del último dominio del último monarca de Lạc Việt, Cổ Loa.

## Percepción

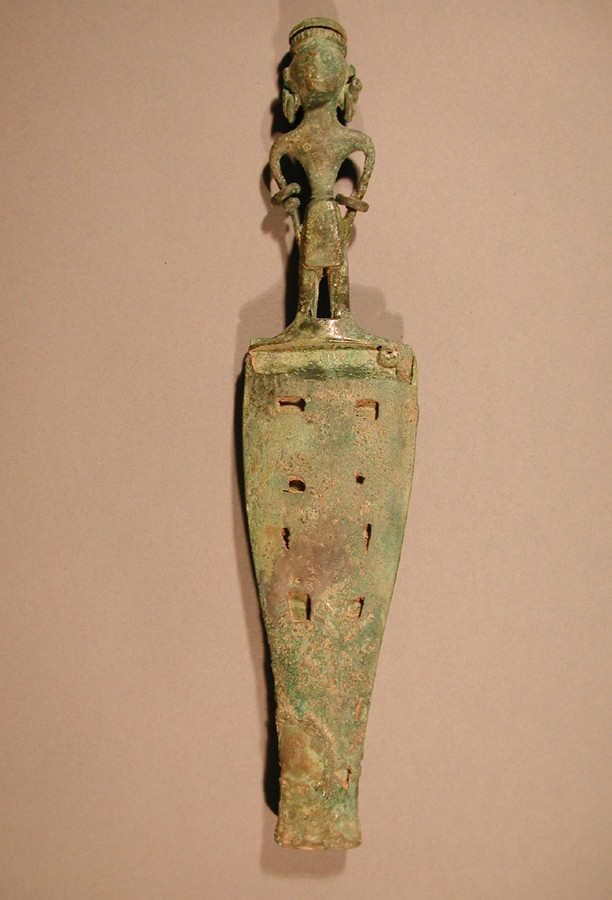
Vietnam; Daga; Metalistería

Una de las razones de la derrota es la deserción de los rebeldes porque no creían que pudieran ganar bajo el liderazgo de una mujer. El hecho de que las mujeres estuvieran a cargo fue atribuido a la derrota de los textos históricos vietnamitas.  Los historiadores vietnamitas ridiculizaban y se burlaban de los hombres por el hecho de que no hacían nada mientras "simples chicas", a quienes veían con repulsión, levantaban la bandera de la revuelta: el poema vietnamita que hablaba de la revuelta de las hermanas Trưng mientras los hombres no hacían nada, no pretendía elogiar a las mujeres ni ver la guerra como un trabajo de mujeres, como posteriormente se ha interpretado erróneamente.

La frase «Cuando el enemigo está en la puerta, las mujeres salen a la lucha» ha sido recitado como evidencia del poderío de la mujer. Sin embargo, la cita es "giặc đến nhà, đàn bà cũng đánh" en vietnamita y, en realidad, significa que luchar en la guerra es inapropiado para las mujeres y solo cuando la situación es tan desesperada que la guerra se ha extendido al propio hogar, las mujeres deben ingresar a la guerra.